# Antoine Forgeot
Pour les articles homonymes, voir Forgeot.
Antoine Forgeot, né le 15 octobre 1933 à Bayonne et mort le 15 août 2020 au Blanc, est un prêtre et moine bénédictin français. Troisième père abbé de l'abbaye Notre-Dame de Fontgombault, il occupe cette fonction de 1977 à 2011.
Il est aussi le fondateur des abbayes de Triors et de Gaussan, dans le sud-ouest de la France, et de Clear Creek, dans l'Oklahoma, aux États-Unis.

## Biographie
Antoine Forgeot naît dans une famille basque comptant plusieurs militaires. Il est notamment le petit-fils d'Auguste Forgeot (1874-1927), lieutenant-colonel d'artillerie et maire-adjoint d'Anglet, lui-même fils du colonel d'artillerie Lucien Forgeot. 
Il entre en religion, à l'abbaye de Fontgombault, en 1953, et professe ses vœux perpétuels le 15 août 1955, jour de l'Assomption, à 21 ans, puis est ordonné prêtre le 9 août 1964, par le cardinal Joseph-Charles Lefèbvre. 

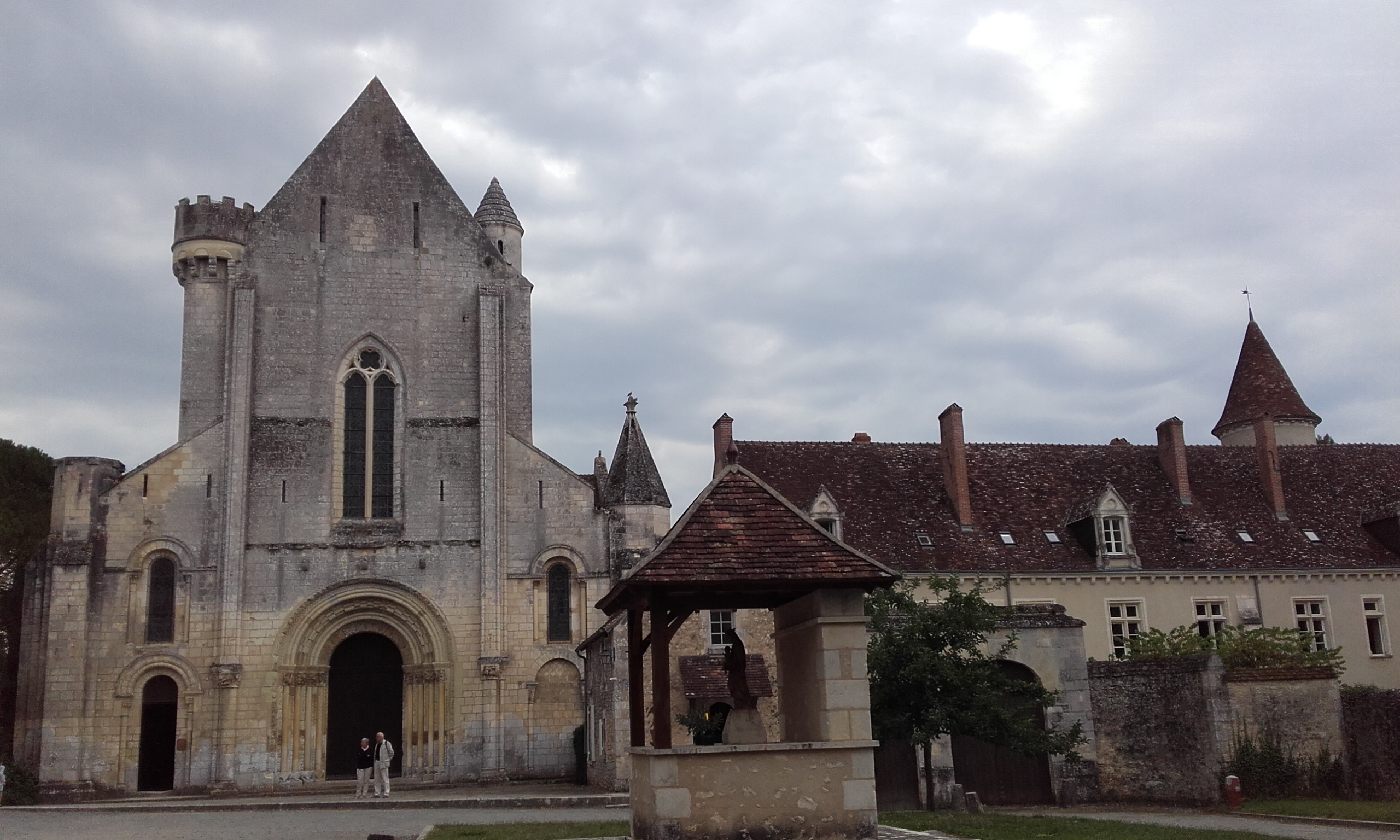
L'abbaye Notre-Dame de Fontgombault.

Antoine Forgeot est élu, après la mort du père abbé Jean Roy. Il reçoit la bénédiction abbatiale des mains de Paul Vignancour, archevêque de Bourges, le 8 décembre 1977. Durant la cérémonie, il se revendique comme l'héritier de Prosper Guéranger, de Paul Delatte et de mère Cécile Bruyère, « [à] qui dom Édouard Roux avait confié la restauration de Fontgombault en 1948 ».
Connaissant le cardinal Ratzinger, futur pape Benoît XVI, et partisan de l'« herméneutique de la continuité », il résiste aux bouleversements en cours, mais refuse catégoriquement toute rupture avec Rome, comme son prédécesseur et père spirituel, Jean Roy, l'avait fait avant lui.
À partir de 1974, Forgeot et les autres prêtres de l'abbaye célèbrent exclusivement dans le rite de Paul VI, tel que le leur a ordonné leur évêque, Paul Vignancour, bien qu'ils puissent continuer à utiliser l'ancien bréviaire pour les offices divins.
Toutefois, dès 1984, Antoine Forgeot rétablit dans l'abbaye le rite tridentin pour les messes basses, tel que le permet désormais l'indult du pape Jean-Paul II, Quattuor abhinc annos. Forgeot rend « sa place en majesté » au rite traditionnel pour la messe conventuelle en 2007, quand Benoît XVI permet cette action avec le motu proprio Summorum Pontificum. Partisan de la « paix liturgique », il ne bannit pas pour autant le « Novus Ordo » de l'abbaye.
Antoine Forgeot intervient en 1990, en faveur de l'ancien milicien Paul Touvier, afin d'obtenir sa libération en se portant caution,.

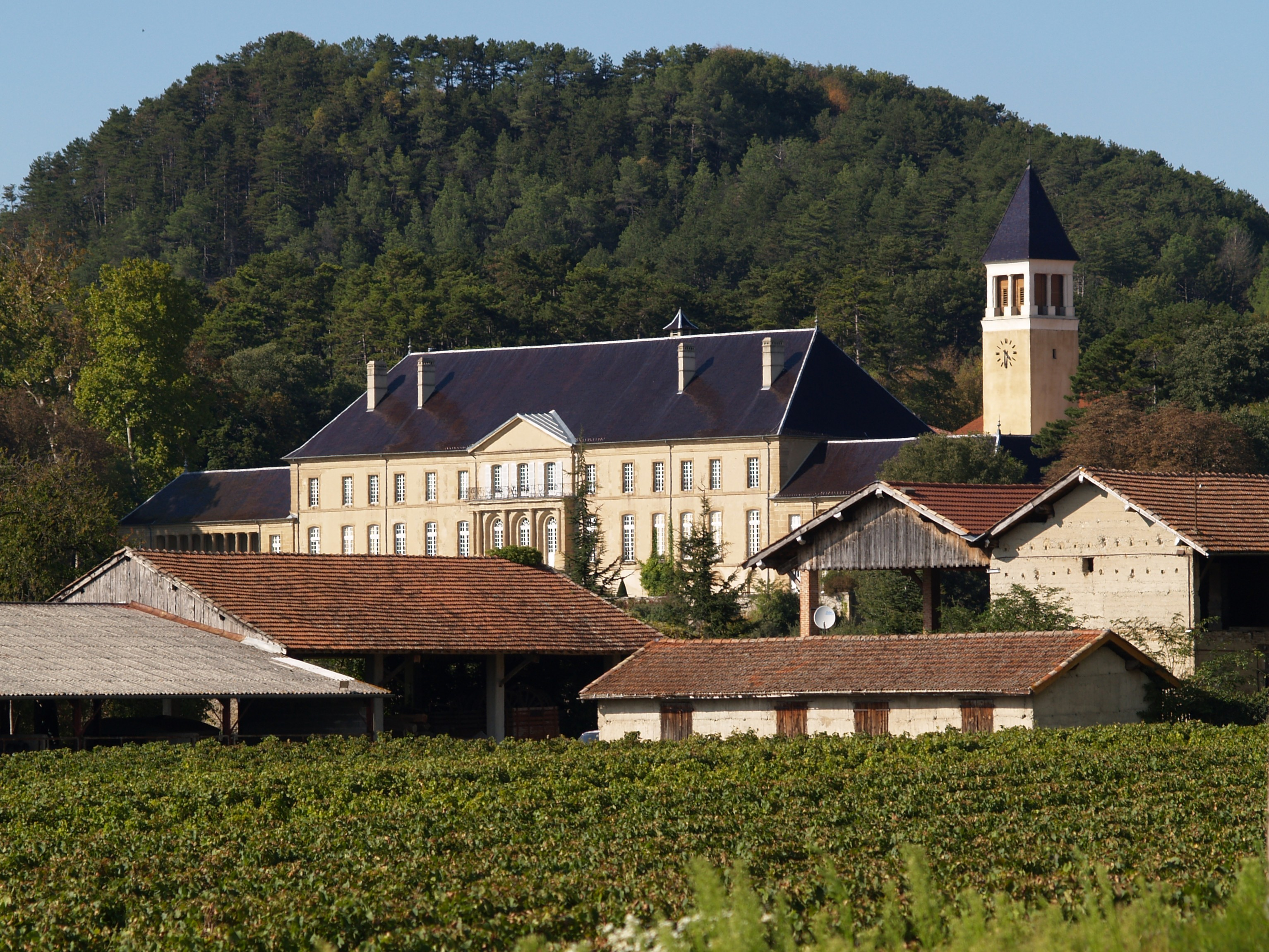
L'abbaye Notre-Dame de Triors, dans le Dauphiné.

Il fonde plusieurs abbayes-filles : Triors (1983) et Gaussan (1994), dans le sud-ouest de la France, et Clear Creek (1999), dans l'Oklahoma, aux États-Unis.
Outre la fondation de plusieurs abbayes, Antoine Forgeot apporte son soutien à plusieurs instituts traditionnels de vie consacrée, comme l'Institut du Christ Roi Souverain Prêtre, dont il visite régulièrement le prieuré et le séminaire de Gricigliano, ou à des journaux catholiques, comme La Nef, qu'il fait connaître au futur Benoît XVI et auquel il collabore occasionnellement depuis les premiers numéros.
Antoine Forgeot démissionne de sa charge abbatiale en juillet 2011.
Le 15 avril 2013, Antoine Forgeot est nommé commissaire plénipotentiaire pour le Saint-Siège auprès de l'Institut du Bon-Pasteur (IBP) par la commission Ecclesia Dei. Sa mission est d'organiser l'élection dans les six mois d'un nouveau supérieur pour cet institut fondé par d’anciens membres de la Fraternité sacerdotale Saint-Pie-X s'étant ralliés à Rome. La mission de s'achève le 12 septembre 2013, avec la confirmation par le Saint-Siège de la réélection de Philippe Laguérie comme supérieur de l'IBP.
Antoine Forgeot meurt le 15 août 2020 d'une crise cardiaque[réf. nécessaire].
Il est enterré le 19 août dans l'abside de l'abbatiale Notre-Dame de Fontgombault.

### Devise
« Ad superna semper intenti » (« Toujours tendus vers les choses d’en-Haut »)

### Publication
- Sainte Thérèse de l'Enfant-Jésus en visitation à Fontgombault, Gaussan, Triors et Randol, éditeurs Abbaye Notre-Dame de Fontgombault et Association Petrus a Stella, 1997 (OCLC 468324883)
- Avec Paweł Milcarek, En toute simplicité : Conversations avec l'abbé émérite de Fontgombault, Fontgombault, Association Petrus A Stella, mai 2022, 382 p. (ISBN 978-2-91076957-4).